# پرئوبراژنوفکا (باشقیرستان)
پرئوبراژنوفکا (انگلیسی: Preobrazhenovka, Republic of Bashkortostan) یک شهرک در شهرستان استرلیتاماکسکی استان باشقیرستان کشور روسیه است.